# Angaataha jezik
Angaataha jezik (langimar, angataha, angaatiya, angaatiha; ISO 639-3: agm), jezik anganske skupine transnovogvinejske jezične porodice kojim govori 2 100 ljudi (2003 BTA) u provinciji Morobe u Papui Novoj Gvineji.
Ime jezika promijenjeno je 2008 iz angaatiha u angaatiha. Pripadnici etničke grupe zovu se Angaatiya. Pismo: latinica.

## Vanjske poveznice
- Ethnologue (14th)
- Ethnologue (15th)